# Batrachoseps minor
Espèce
Statut de conservation UICN

 DD  : Données insuffisantes
Batrachoseps minor est une espèce d'urodèles de la famille des Plethodontidae.

## Répartition
Cette espèce est endémique de la Californie aux États-Unis. Elle se rencontre dans le comté de comté de San Luis Obispo généralement au-dessus de 400 m d'altitude dans le Sud du chaînon Santa Lucia.

## Description
Batrachoseps minor mesure de 28 à 34 mm pour les mâles et de 27 à 33 mm pour les femelles. C'est la plus petite espèce du genre Batrachoseps.

## Étymologie
Son nom d'espèce, du latin minor, « petit », lui a été donné en référence à sa petite taille.

## Publication originale
- Jockusch, Yanev & Wake, 2001 : Molecular phylogenetic analysis of slender salamanders, genus Batrachoseps (Amphibia: Plethodontidae), from central coastal California with descriptions of four new species. Herpetological Monographs, vol. 15, p. 54-99.